# Asymptotische Dichte
Die asymptotische Dichte (auch natürliche Dichte) ist ein zahlentheoretischer Grenzwert, der den Anteil einer Untermenge natürlicher Zahlen an der Menge natürlicher Zahlen angibt.

## Asymptotische Dichte
Sei {\displaystyle A\subseteq \mathbb {N} } und definiere die Zählfunktion
{\displaystyle a(n):=|\{a\leq n:a\in A\}|}
für ein {\displaystyle n\in \mathbb {N} }, wobei {\displaystyle |\cdot |} die Mächtigkeit bezeichnet.
Falls der Grenzwert
{\displaystyle d(A):=\lim _{n\rightarrow \infty }{\frac {a(n)}{n}}}
existiert, so nennt man ihn die asymptotische Dichte von {\displaystyle A}. Es gilt {\displaystyle 0\leq d(A)\leq 1}.

### Erläuterungen
Bei der asymptotischen Dichte handelt es sich um einen Spezialfall einer allgemeinen Dichte von der Form
{\displaystyle D(A)=\lim \limits _{n\to \infty }\sum \limits _{a\leq n,a\in A}\lambda _{a}/\sum \limits _{x\leq n}\lambda _{x}.}
Die asymptotische Dichte erhält man bei der Wahl {\displaystyle \lambda _{x}=1} für alle {\displaystyle x\geq 1}.
Eine weitere übliche Dichtefunktion ist die logarithmische Dichte {\displaystyle \delta (A)}, welche man durch die Wahl {\displaystyle \lambda _{x}=1/x} für alle {\displaystyle x\geq 1} erhält. Für den natürlichen Logarithmus gilt
{\displaystyle \sum \limits _{k=1}^{n}{\frac {1}{k}}\approx \log(n)+\gamma }
wobei {\displaystyle \gamma } die Euler-Mascheroni-Konstante bezeichnet. Somit definiert man die logarithmische Dichte als
{\displaystyle \delta (A)=\lim \limits _{n\to \infty }{\frac {1}{\log(n)}}\sum \limits _{a\leq n,a\in A}{\frac {1}{a}},}
falls sie existiert.

### Obere und untere asymptotische Dichte
Die obere asymptotische Dichte {\displaystyle {\overline {d}}(A)} von {\displaystyle A} ist durch
{\displaystyle {\overline {d}}(A)\colon =\limsup _{n\rightarrow \infty }{\frac {a(n)}{n}}}
definiert, wobei lim sup der Limes superior ist. Ebenso ist {\displaystyle {\underline {d}}(A)} die durch
{\displaystyle {\underline {d}}(A)\colon =\liminf _{n\rightarrow \infty }{\frac {a(n)}{n}}}
definierte untere asymptotische Dichte von {\displaystyle A}. {\displaystyle A} hat nur dann eine asymptotische Dichte {\displaystyle d(A)}, wenn {\displaystyle {\underline {d}}(A)={\overline {d}}(A)} gilt. In diesem Fall existiert der Grenzwert
{\displaystyle \lim _{n\rightarrow \infty }{\frac {a(n)}{n}}={\underline {d}}(A)={\overline {d}}(A)=\colon d(A)}
und daher kann durch ihn {\displaystyle d(A)} definiert werden.

## Beispiele
- Wenn {\displaystyle d(A)} für die Menge {\displaystyle A} existiert, dann gilt für die bezüglich {\displaystyle \mathbb {N} } komplementäre Menge {\displaystyle {\overline {A}}}: {\displaystyle d({\overline {A}})=1-d(A)}
- {\displaystyle d(\mathbb {N} )=1}
- Für eine beliebige endliche Menge {\displaystyle E} natürlicher Zahlen gilt: {\displaystyle d(E)=0}
- Für die Menge {\displaystyle A=\{n^{2};n\in \mathbb {N} \}} aller Quadratzahlen gilt: {\displaystyle d(A)=0}
- Für die Menge {\displaystyle A=\{2n;n\in \mathbb {N} \}} aller geraden Zahlen gilt: {\displaystyle d(A)=1/2}
- Allgemeiner gilt für jede arithmetische Folge {\displaystyle A=\{an+b;n\in \mathbb {N} \}} mit positivem {\displaystyle a}: {\displaystyle d(A)=1/a}
- Für die Menge {\displaystyle P} aller Primzahlen erhält man aufgrund des Primzahlsatzes: {\displaystyle d(P)=0}
- Die Menge aller quadratfreien natürlichen Zahlen hat die Dichte {\displaystyle 6/\pi ^{2}=1/\zeta (2)} mit der Riemannschen Zetafunktion {\displaystyle \zeta }.
- Die Dichte abundanter Zahlen liegt zwischen 0,2474 und 0,2480.
- Die Menge {\displaystyle A=\bigcup \limits _{n=0}^{\infty }\left\{2^{2n},\dotsc ,2^{2n+1}-1\right\}} aller Zahlen, deren Binärdarstellung eine ungerade Anzahl an Stellen hat, ist ein Beispiel für eine Menge ohne asymptotische Dichte. Für die untere und obere asymptotische Dichte gilt in diesem Fall:

{\displaystyle {\underline {d}}(A)=\lim _{m\rightarrow \infty }{\frac {1+2^{2}+\dotsb +2^{2m}}{2^{2m+2}-1}}=\lim _{m\rightarrow \infty }{\frac {2^{2m+2}-1}{3(2^{2m+2}-1)}}={\frac {1}{3}}}
{\displaystyle {\overline {d}}(A)=\lim _{m\rightarrow \infty }{\frac {1+2^{2}+\dotsb +2^{2m}}{2^{2m+1}-1}}=\lim _{m\rightarrow \infty }{\frac {2^{2m+2}-1}{3(2^{2m+1}-1)}}={\frac {2}{3}}}